# 金瓶双艳
《金瓶双艳》（英語：The Golden Lotus）是1974年邵氏兄弟出品的香港艷情片，由李翰祥執導，楊群、胡錦、恬妮、陈萍、王莱主演，改编自明朝兰陵笑笑生《金瓶梅》；在電影分級制度下本片為香港三級片。

## 剧情
财主西门庆贩卖食盐之后暴富，为人风流成性，家中妻妾成群，仍然喜欢逛花街柳巷。一日，他在街上游荡时，潘金莲的晾衣杆掉落在他面前，由此与潘金莲相识，经过王婆的撮合，害死武大郎之后，两人走到一起，成为西门庆的第五房妾。
潘金莲虽然正式进入了西门庆府上，但是西门庆家中妻妾众多，为了巩固权力与地位，她和西门庆的其他妻妾展开了一场斗智斗勇的权力争夺战，最后西门庆因为性交过度纵欲而死，西门庆府上便开始败落。

## 演出
| 演员   | 角色   | 备注 |
| 杨群   | 西门庆 | |
| 胡锦   | 潘金莲 | |
| 恬妮   | 李瓶儿 | 原本是大名府梁中书的妾，李逵火烧翠云楼时，她逃出，嫁给花子虚，花子虚死后，招赘蒋竹山，后赶走蒋竹山，嫁给西门庆，育有一子官哥儿。 性格温和娴雅，但是性欲旺盛。 生子之后得病，加上潘金莲的嫉恨和打击，病死。 |
| 陈萍   | 庞春梅 | 原本是庞员外的四侄女，因黄河大水洗刷了家中房屋，被卖与吴月娘做丫鬟，后为潘金莲的丫鬟。 为人聪慧美艳，性格风流，擅长交际。 由于性欲旺盛，过度性交，29岁时和19岁姘夫小周义性交时暴亡。                       |
| 王莱   | 王婆   | |
| 姜南   | 武大郎 | |
| 田青   | 花子虚 | 内务府总管花太监的侄儿，西门庆的结义兄弟，妻子李瓶儿。 为人沉迷酒色，迷恋青楼，保养妓女。 因争夺家族遗产诉讼失败被活活气死。                                                                               |
| 石天   | 蒋竹山 | 花子虚死后，李瓶儿招赘的丈夫，是一名医生，因不能满足李瓶儿的性欲被扫地出门。 |
| 陈元龙 | 郓哥   | 以藝名陳元龍演出 |
| 刘午琪 | 吴银儿 | 李瓶儿的前夫花子虚的姘头，是一名妓女。 为人善解人意，能弹会唱，有口才。 |
| 许玉   | 吴月娘 | 她是清河左卫吴千户的女儿，是大家闺秀，是西门庆续娶的正房妻子，育有一子西门孝哥。 相貌面若银盆，眼睛如杏子，举止稳重，持重寡言。 西门庆死后，几经浮沉，后来任府上小厮玳安做义子继承家业。                   |
| 顾秋琴 | 李娇儿 | 原本是阳谷县的一名妓女，被西门庆娶做二房妾。 身材肥胖，额尖鼻小，性技巧平平 为人低调守拙，西门庆去世后，卷财而逃。                                                                                         |
| 江玲   | 孟玉楼 | 原本是布贩子杨宗锡的妻子，丈夫死后由王婆做媒再嫁西门庆做第三房妾。 为人温和谨慎，擅长掩饰情感。 西门庆去世后，嫁给了知县儿子李拱璧。                                                                       |
| 夏萍   | 孙雪娥 | 原本是西门庆元配妻子陈氏的陪床丫头，因美艳被纳为第四房妾。 丫鬟出身，为人勤劳，掌管府上伙食。 西门庆去世后，她卷财和来旺私奔，后几经浮沉，自缢身亡。                                                       |
| 汪禹   | 琴童   | |
| 刘慧玲 | 迎春   | |
| 詹森   | 鲁华   | |
| 王憾尘 | 张胜   | |

## 分級制度
依香港電影分級制度本片屬於第Ⅲ級，18歲以上人士收看。

## 制作
李翰祥版本《金瓶双艳》被认为是历史上最忠实于原著《金瓶梅》的电影。
该片中，成龙以一种俏皮搞笑的风格出演郓哥。
胡锦被誉为忠实原著版本的“风骚入骨”的潘金莲。

## 另見
同為李翰祥執導的金瓶梅電影：
- 《潘金蓮》（1964年）
- 《武松》（1982年）
- 《金瓶風月》（1991年）
- 《少女潘金蓮》（1994年）